# Noël Simard
Noël Simard (ur. 25 listopada 1947 w Saint-Aimé-des-Lacs) – kanadyjski duchowny katolicki, biskup Valleyfield w latach 2011-2024. 

## Życiorys
Święcenia kapłańskie otrzymał 28 maja 1972 i inkardynowany został do archidiecezji Quebecu. Był m.in. pracownikiem kurialnego urzędu ds. katechezy (odpowiadał za katechizację w szkołach podstawowych), sekretarzem regionu pastoralnego Laurentides, a także wykładowcą uniwersytetów w Sudbury i Ottawie.
16 lipca 2008 otrzymał nominację na biskupa pomocniczego diecezji Sault Sainte Marie ze stolicą tytularną Nova Sinna. Sakry biskupiej udzielił mu 3 października 2008 abp Jean-Louis Plouffe.
30 grudnia 2011 papież Benedykt XVI mianował go ordynariuszem Valleyfield w metropolii Montrealu.
12 września 2024 papież Franciszek przyjął jego rezygnację z urzędu ordynariusza Valleyfield w metropolii Montrealu. 